# Capparimyia bipustulata
Capparimyia bipustulata är en tvåvingeart som först beskrevs av Mario Bezzi 1923.  Capparimyia bipustulata ingår i släktet Capparimyia och familjen borrflugor. Inga underarter finns listade.